# 方水雙
方水双（英語：Fong Swee Suan，1931年10月27日—2017年2月4日），新加坡政治人物，曾为人民行动党创党党员，其后在1961年退党，并成为社会主义阵线的创党党员。1963年，方水双在冷藏行动中被捕，被押至马来西亚拘留，获释后因被新加坡拒绝入境而居于马来西亚，直至1998年为止。

## 生平

### 早年生涯
方水双在1931年10月27日出生于柔佛峇株巴辖县新加兰（今属马来西亚），曾在新加兰中华学校接受小学教育。1949年，他赴峇株巴辖入读华侨中学，翌年转赴新加坡华侨中学就读，并与林清祥成为同学。1951年，方水双因拒绝参与初中三年级考试而被新加坡华侨中学开除学籍，此后他曾短暂就读一家私立英文学校，之后在一家船务公司任职书记。
1952年，方水双入职绿色巴士担任售票员，其后在翌年4月当选为新加坡巴士车工友联合会（巴士工联）总务。

### 政治生涯
1954年，方水双在新加坡华文中学学生联合会学生的介绍下认识当时担任联合会法律顾问的李光耀，并同意与其共组人民行动党，成为该党创党党员之一。
1955年2月，方水双率领巴士工联在福利巴士成立分会，因而引发福利巴士不满，并在4月24日解雇该公司内250名工会会员，改由临时工顶替。此举引发被解雇的工会会员占领福利巴士的车厂，其后发展成福利巴士工潮，并引发骚乱。工潮其后因资方及政府的让步承认工会的情况下，在5月13日结束。事后，林清祥因涉及该场骚乱而在同年6月11日被捕，扣留45天后，即被释放。
1956年，林有福取代大卫·马绍尔为首席部长，展开大逮捕左派的政策，方水双等约243人被捕。
1959年，人民行动党执政，方水双、林清祥、蒂凡那、兀哈尔、曾超卓等人获释。
1961年，因马新合并问题，方水双与人民行动党中央发生分歧，之后他与林清祥、李绍祖、林福寿等另组社会主义阵线。
1963年，在马新合并的前夕，方水双被一项名为“冷藏行动”给逮捕，被当局送到吉隆坡，6个月后被关到麻坡扣留营。
1967年，马来亚独立10周年，方水双获得自由。从此退出政坛从商，在吉隆坡和新山等地工作和居住，被禁止返回新加坡。
1990年，被允许返回新加坡。
2017年，去世，享年85岁。

## 著作
- 《方水双回忆录》（2007年）[4]

## 亲属
- 妻子-陈宝珍
- 长子-方永晋
- 长女-方秀敏
- 幼子-方永胜